# Оде д’Эди
Оде д’Эди (Odet d’Aydie) (ок. 1426 — 1491) — граф Комменжа в 1473—1487, сеньор де Лекен.
Сын мелкопоместного беарнского дворянина Бертрана д’Эди и его первой жены Мари Домен.
В 1450 г. в ходе Столетней войны участвовал во взятии Котантена и был назначен его  бальи (занимал этот пост до 1461). С 1461 года на службе у герцога Бретани Франциска II.
Начиная с 1465 года пользовался покровительством Карла Французского, герцога Беррийского, Нормандского и Гиеньского (ум. 1472) — брата Людовика XI. В 1469 г. получил звание адмирала Гиени. Занимал целый ряд должностей, за которые получал хороший доход (по мнению некоторых историков - до 40 тысяч золотых экю в год).
В 1457 году женился на Марии де Лекен, даме де Лекен, баронессе д’Эспаррос, дочери Матьё де Лекена и Дианы Беарнской (внебрачной дочери Жана I де Грайли, графа де Фуа). Вскоре после этого тесть умер, оставив дочери богатое наследство.
После смерти Карла Французского перешёл на сторону Людовика XI. Был назначен великим сенешалем Гиени с выплатой пенсии и в 1473 году утверждён в звании адмирала Франции.
В 1469 году за 5 тысяч золотых экю купил сеньорию Морлан в Беарне, которую сделал своей второй резиденцией.
В 1473 г. получил от короля графство Комменж, виконтство Фронзак, сеньорию Кутра и сенешальство Базаде.
С 1479 г. губернатор Руана и Кана, с 1484 губернатор Гиени (оставаясь одновременно её сенешалем).
В марте 1487 года лишился всех постов, адмиральского звания и полученных от короля владений после участия в Безумной войне, Тулузский парламент дал санкцию конфисковать  у него графство Комменж.   В следующем году амнистирован частично (без возвращения владений и должностей). В январе 1491 года амнистирован с возвращением графства Комменж и виконтства Фронзак. Вскоре после этого умер (по некоторым данным - 19 апреля 1491 года).
Дочери:
- Жанна д’Эди, с 1480 жена Жана де Фуа, виконта де Лотрека, мать Оде де Фуа.
- Мадлен д’Эди, жена Луи де Грамона, виконта де Кастильона.

Не следует путать Оде д’Эди, графа Комменжа, с его одноименным единоутробным братом Оде д’Эди Младшим (р. ок. 1455, ум. 1534) — сыном отца от второй жены, который с 1483 г. после женитьбы называл себя «Оде д’Эди де Риберак».